# Farol do Cabo Circeo
O Farol do Cabo Circeo (em italiano:  Faro di Capo Circeo) é um farol que se localiza no cabo de mesmo nome, na comuna de San Felice Circeo na Itália.

## História
O farol, construído durante o pontificado do Papa Pio IX antes da anexação dos Estados Papais pela Itália, está ativo desde 1866.

## Descriçã0
O farol é composto por uma casa do faroleiro e uma torre cilíndrica adjacente de 18 metros de altura.

## Galeria

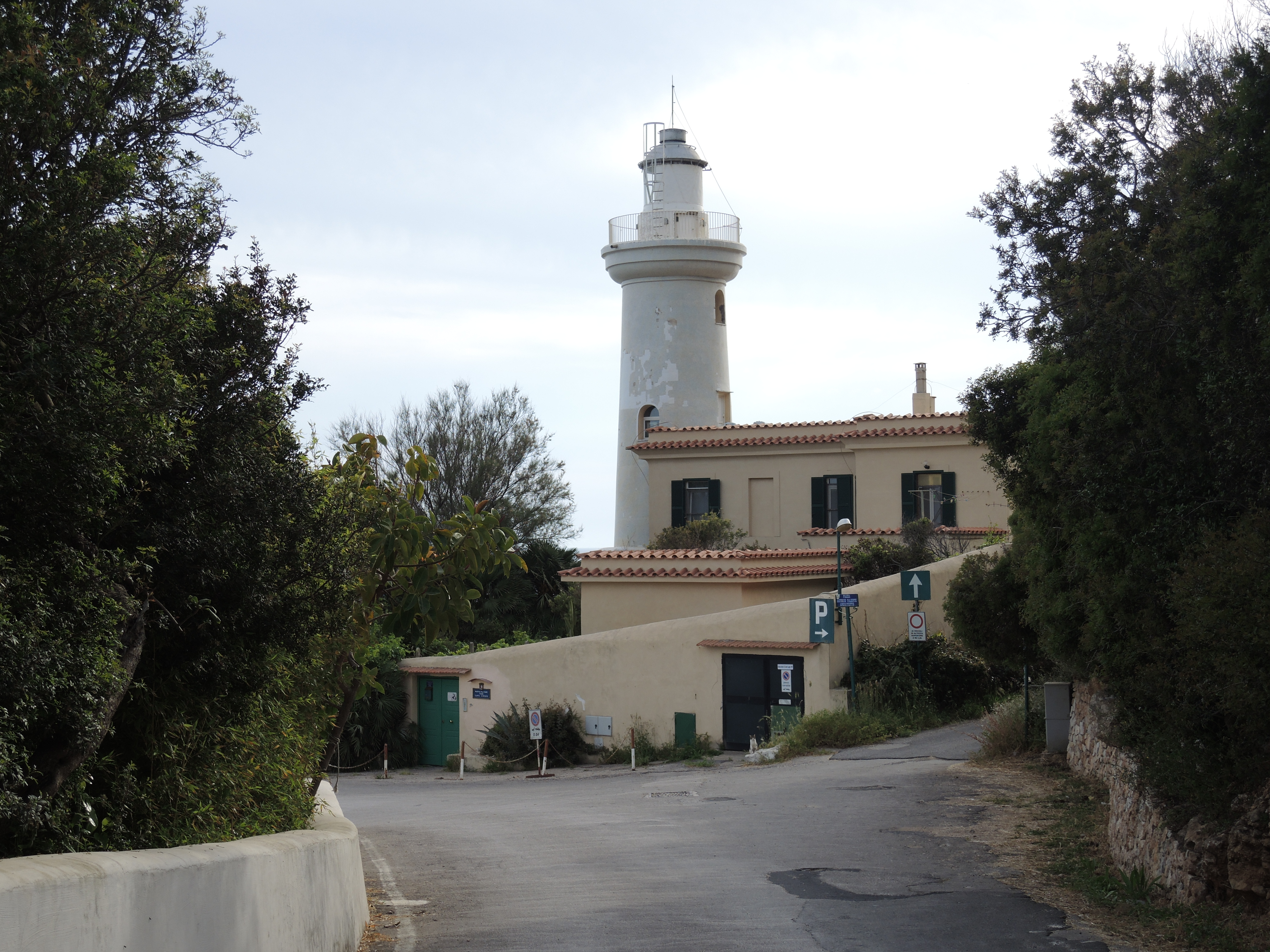
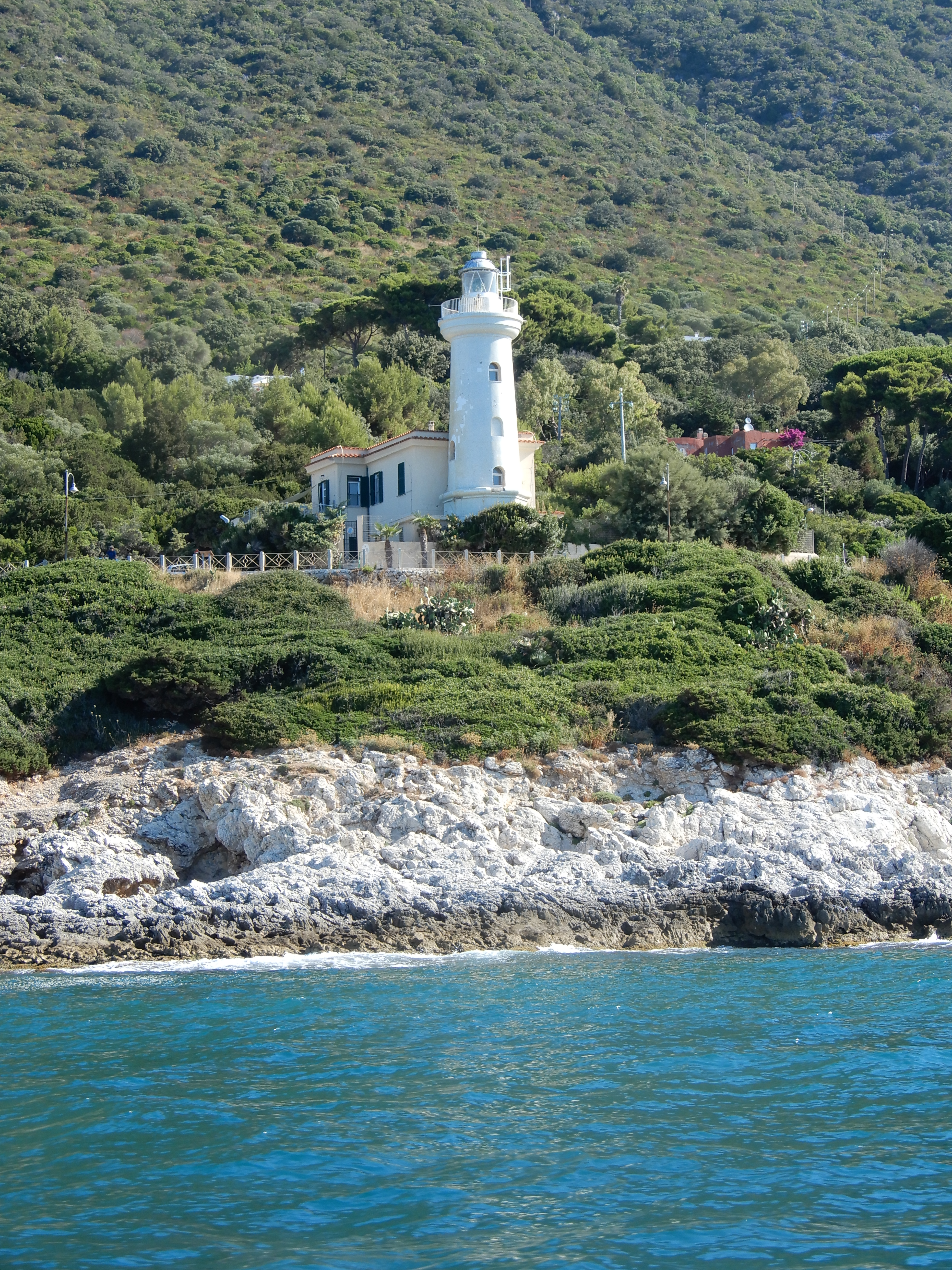